# Елене Кебадзе
Елене Кебадзе (груз. ელენე ქებაძე; нар. 11 квітня 1994, Лаґодехі, Грузія) — грузинська дзюдоїстка і самбістка, дворазова чемпіонка світу, чемпіонка Європи, багаторазова призерка першостей світу і Європи із самбо.

## Життєпис
Народилася у місті Лаґодехі, адміністративному центрі муніципалітету Лаґодехі, мхаре Кахеті, на сході Грузії.

## Найвищі спортивні досягнення
На чемпіонаті світу із самбо 2018 року в Бухаресті (Румунія) виборола золоту медаль, перемігши у фіналі змагань росіянку Анну Балашову.
На чемпіонаті світу із самбо 2022 року в Бішкекі (Киргизстан) вдруге виборола золоту медаль, перемігши у фіналі змагань Анжелу Гаспарян, яка після дискваліфікації Росії представляла Міжнародну асоціацію самбо.
На II Європейських іграх 2019 року в Мінську (Білорусь) здобула срібну медаль з самбо у ваговій категорії понад 80 кг, поступившись у фіналі українці Анастасії Сапсай.
На чемпіонаті Європи 2019 року в Хіхоні (Іспанія) виборола золоту медаль, перемігши у фіналі змагань українку Анастасію Комович (Сапсай).